# 金海路 (上海市)

金海路是中華人民共和國上海市浦東新區的一條東西走向道路，西起楊高中路，東至滨源公路，道路全長11公里，於1996年9月（一說於當年12月）建成通車。沿途有上海第二工業大學和杉達學院。
金海路的杨高中路至华东路路段上建設高架，即金海高架路，全長7公里，於2024年12月21日通車。

## 主要交汇道路（西向东）
- 杨高中路/杨高北路、金科路
- 东陆路
- 申江路
- 金吉路
- 外环高速
- 顾唐路/民耀路
- 民雷路
- 华东路
- 川沙路
- 龚华路/金钻路
- 凌空北路
- 东川公路
- 上海绕城高速
- 滨源公路

## 沿途轨道交通
- 东陆路口：9金桥站
- 金吉路口：922金吉路站
- 外环路口：912金海路站
- 顾唐路口：9顾唐路站
- 民雷路口：9民雷路站
- 金钻路口：9曹路站